# Nokere Koerse 2016
La Nokere Koerse 2016, ufficialmente Nokere Koerse - Danilith Classic, settantunesima edizione della corsa, valida come prova di classe 1.HC dell'UCI Europe Tour 2016, si tenne il 16 marzo 2016 per un percorso di 199,5 km. Fu vinta dal belga Timothy Dupont, che batté in volata il norvegese Kristoffer Halvorsen, arrivato secondo, e l'olandese Dylan Groenewegen, piazzatosi terzo, in 4h34'39" alla velocità media di 43,583 km/h.

## Percorso
Elevata a categoria 1.HC, la Nokere Koerse 2016 parte da Deinze e si conclude dopo 199 km a Nokere, frazione del comune fiammingo di Kruishoutem. Punto nodale della gara, il Nokereberg, muro d'arrivo (in pavé) che è il culmine di un circuito di circa 15 km che viene ripetuto 8 volte.

## Squadre partecipanti
| N.      | Cod. | Squadra                      |
| ------- | ---- | ---------------------------- |
| 2-8     | LTS  | Lotto-Soudal                 |
| 11-18   | EQS  | Etixx-Quick Step             |
| 21-28   | BMC  | BMC Racing Team              |
| 31-38   | FDJ  | FDJ                          |
| 41-48   | TLJ  | Team Lotto NL-Jumbo          |
| 51-58   | SKY  | Team Sky                     |
| 61-68   | TNK  | Tinkoff                      |
| 71-78   | BOA  | Bora-Argon 18                |
| 81-88   | CCC  | CCC Sprandi Polkowice        |
| 91-98   | COF  | Cofidis, Solutions Crédits   |
| 101-108 | DMP  | Delko-Marseille Provence-KTM |
| 111-118 | FVC  | Fortuneo-Vital Concept       |
| 121-128 | GAZ  | Gazprom-RusVelo              |

| N.      | Cod. | Squadra                          |
| ------- | ---- | -------------------------------- |
| 131-138 | NIP  | Nippo-Vini Fantini               |
| 141-148 | ONE  | ONE Pro Cycling                  |
| 151-158 | ROP  | Roompot Oranje Peloton           |
| 161-168 | SGG  | Stölting Service Group           |
| 171-178 | ROT  | Team Roth                        |
| 181-188 | TSB  | Topsport Vlaanderen-Baloise      |
| 191-198 | WGG  | Wanty-Groupe Gobert              |
| 201-208 | CRV  | Crelan-Vastgoedservice           |
| 211-218 | TJO  | Team Joker                       |
| 221-228 | VER  | Veranclassic-AGO                 |
| 231-238 | WIL  | Veranda's Willems Cycling Team   |
| 241-248 | WBC  | Wallonie Bruxelles-Group Protect |

## Ordine d'arrivo (Top 10)
| Pos. | Corridore            | Squadra    | Tempo    |
| ---- | -------------------- | ---------- | -------- |
| 1    | Timothy Dupont       | Veranda's  | 4h34'39" |
| 2    | Kristoffer Halvorsen | Team Joker | s.t.     |
| 3    | Dylan Groenewegen    | Lotto NL   | s.t.     |
| 4    | Jaŭhen Hutarovič     | Fortuneo   | s.t.     |
| 5    | Michel Kreder        | Roompot    | s.t.     |
| 6    | Gerry Druyts         | Crelan     | s.t.     |
| 7    | Gianni Moscon        | Sky        | s.t.     |
| 8    | Eduard M. Grosu      | Nippo      | s.t.     |
| 9    | Kenny Dehaes         | Wanty      | s.t.     |
| 10   | Bert Van Lerberghe   | Topsport   | s.t.     |